# Exercitiegenootschap

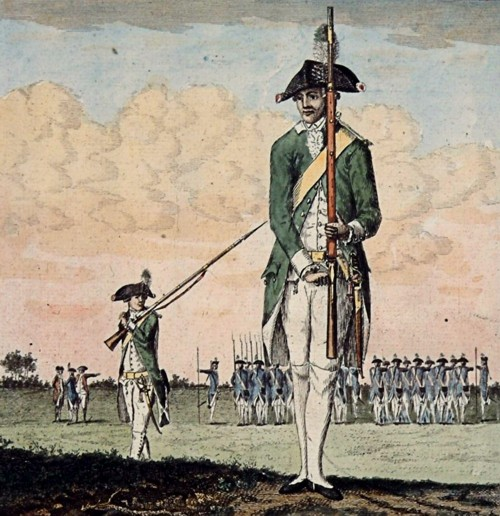
Leden van het eerste exercitiegenootschap De Vrijheid, opgericht in Dordrecht in 1783

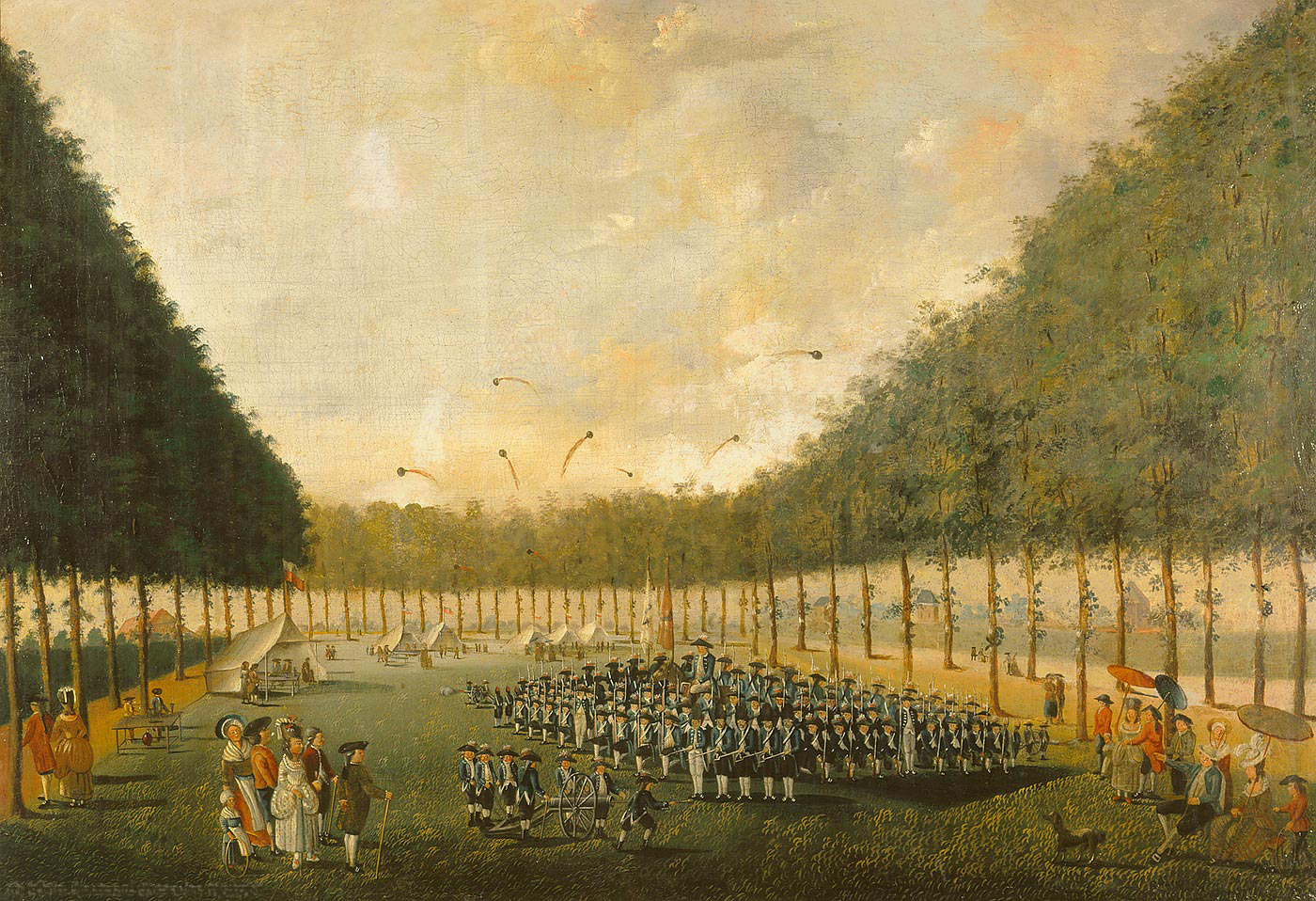
Oefening van het Utrechtse exercitiegenootschap Pro Patria et Libertate in het Sterrenbos te Utrecht (1784)

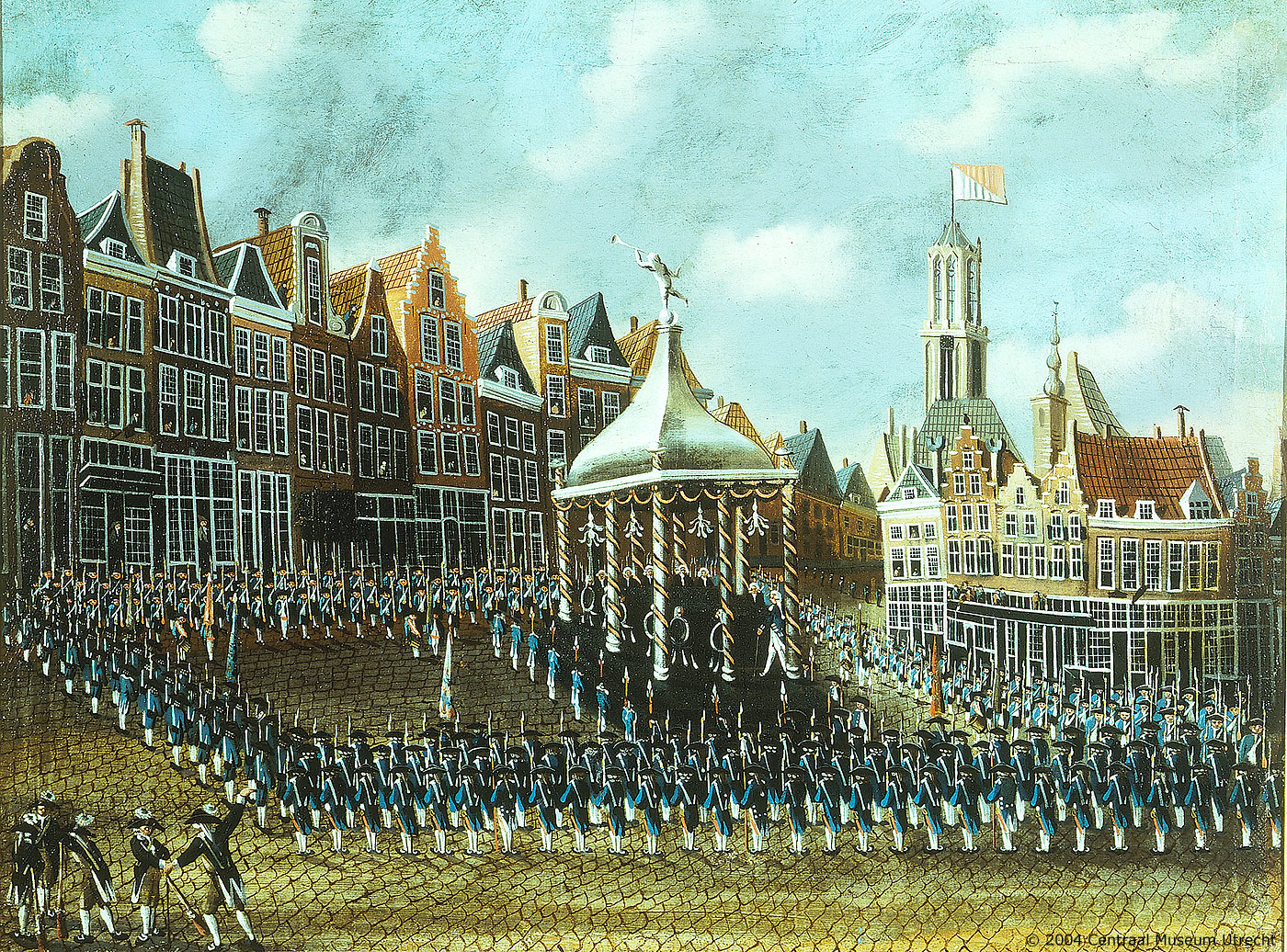
Patriotten op de Neude in Utrecht in 1786

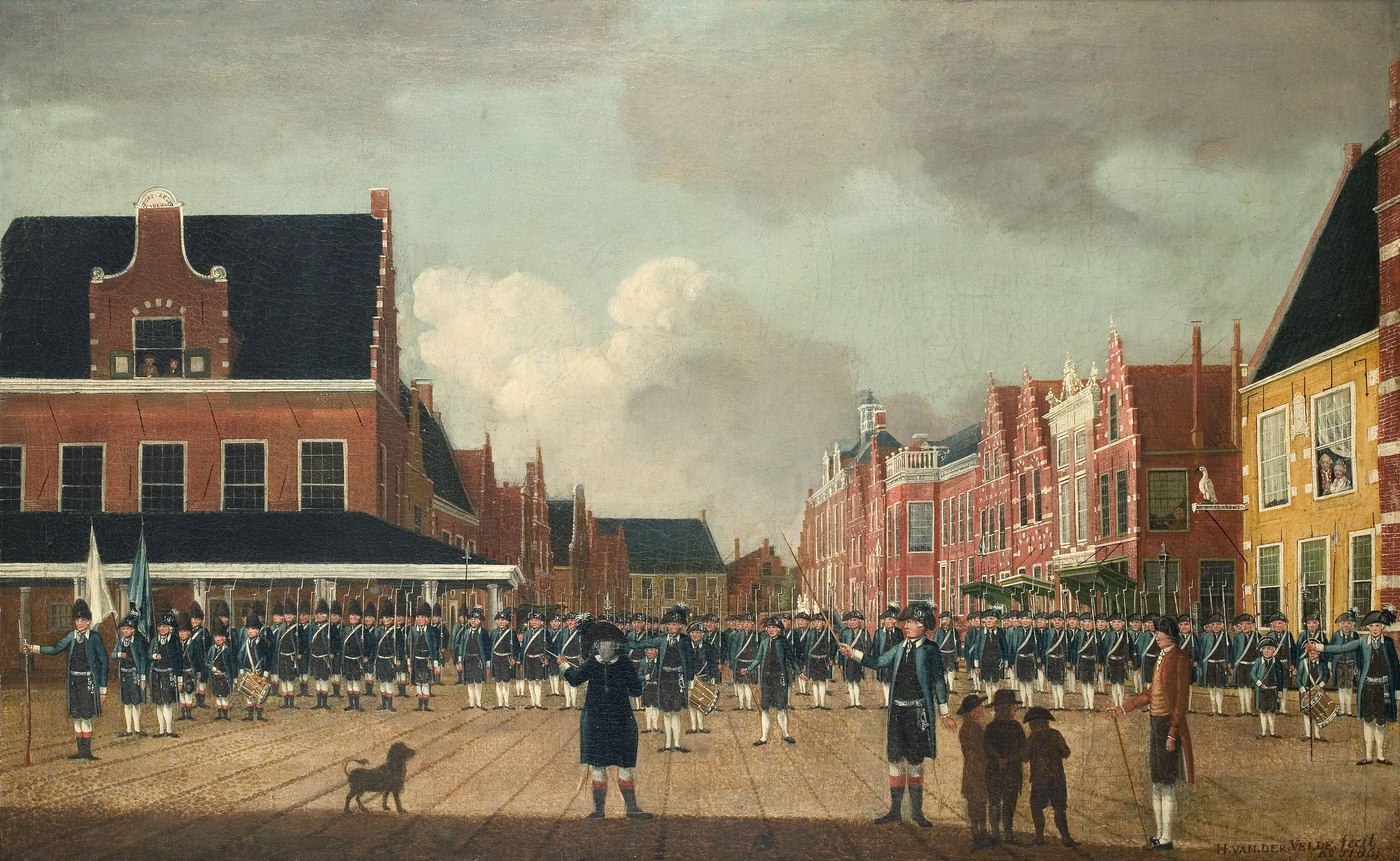
Het Exercitiegenootschap van Sneek (1786), verzameld op de Marktstraat, door Hermanus van de Velde. Fries Scheepvaart Museum, Sneek

Een exercitiegenootschap (ook wel vrijcorps of genootschap voor de wapenhandel) was een gewapende particuliere organisatie, opgericht tussen 1783 en 1786, met als doel de burgerij te oefenen in het hanteren van een geweer.

## Oorsprong
Exercitiegenootschappen werden gepropageerd door Joan van der Capellen tot den Pol, die een oud boek (1732) van Andrew Fletcher vertaalde, met ideeën uit Schotland over burgerbewapening. De aanleiding zag Joan van der Capellen in een ernstig verval in de bestaande, prinsgezinde schutterijen. De patriotten probeerden tijdens de Vierde Engelse Oorlog een oplossing te zoeken voor de kosten van een huurleger en het aantrekken van buitenlandse officieren in het Staatse leger.
Exercitiegenootschappen werden opgericht naar Schots, Amerikaans en Zwitsers voorbeeld, daar waren burgers bewapend met een geweer om de ware vrijheid te verdedigen. Een exercitiegenootschap had in tegenstelling tot de schutterij een democratisch gekozen bestuur.  In het reglement van de exercitiegenootschappen was nooit opgenomen dat het achterliggende doel was de bevolking republikeinse beginselen bij te brengen en door middel van petities inspraak op te eisen in en op de samenstelling van het stadsbestuur. De tegenhangers van de exercitiegenootschappen waren de oranje-vrijcorpsen (of kortweg vrijcorpsen), die onder leiding van Willem Gustaaf Frederik Bentinck van Roon en James Harris ontstonden in 1786 en 1787, maar mede door onderdrukking van staatswege nooit echt van de grond kwamen.

## Organisatie en structuur
De eerste exercitiegenootschappen werden begin 1783 opgericht in Deventer, Dordrecht en Utrecht.  Quint Ondaatje was de aanvoerder van het exercitiegenootschap Pro Patria et Libertate in Utrecht, die al snel van zich deed spreken. Hij wist de exercitiegenootschappen eerst provinciaal en later landelijk te organiseren. Gerrit Paape beschreef de geschiedenis van de exercitiegenootschappen in Dordrecht en Delft. De oefeningen van het exercitiegenootschap en het dragen van een zwarte kokarde op de hoed wekte veel weerstand op. In 1784 tekende een aantal nationaal georganiseerde vrijcorpsen de Akte van Verbintenis, waarin deze elkaar beloofden te hulp te komen als de Patriotse zaak in het geding was. Deze Acte stimuleerde vooral de exercitiegenootschappen en vrijcorpsen in de kleine steden tot zelfverzekerde optreden. 
Iedereen kon lid worden, katholieken en doopsgezinden werden niet langer uitgesloten. Niet alleen veel winkeliers, ook dominees, zoals François Adriaan van der Kemp meldden zich aan. Er werd minstens een keer in de week geoefend, meestal op zondag na de kerkdienst en bij slecht weer in de kerk. Niet altijd hoefden de leden zelf een wapen of uniform te bekostigen, zoals het geval was in de schutterijen. Op het niet verschijnen stond een boete van een aantal stuivers. 
Exercitiegenootschappen hadden de voorkeur boven vrijkorpsen, die volledig los stonden van de bestaande schutterij. Vrijkorpsen ontstonden voornamelijk op het platteland, omdat daar geen schutterij aanwezig was. Nadat het Rotterdams exercitiegenootschap in 1784 werd verboden zijn genootschappen in de wapenhandel gepropageerd, zoals in Bolsward, dat zeer vooruitstrevend was in die tijd.

## Escalatie
Een incident met keizer Jozef II, landsheer van de Oostenrijkse Nederlanden, omtrent de Schelde, bekend als de Keteloorlog - al tweehonderd jaar door de Hollanders en Zeeuwen afgesloten - werd in januari 1785 aangegrepen om opnieuw provinciale legers in het leven te roepen. Court Lambertus van Beyma nam het initiatief in Friesland. Dat leidde in het voorjaar tot een golf van nieuwe exercitiegenootschappen en vrijcorpsen. Provinciale Staten eiste inzicht in de reglementen. 
De aanvankelijke steun sloeg in de zomer van 1785 echter om in een ontmoedigingsbeleid, toen steeds meer duidelijk werd dat de Republiek afstevende op een burgeroorlog. Begin augustus 1786 waren de exercitiegenootschappen verzameld in Utrecht om de slag bij Doggersbank te herdenken. Er liepen die dagen 20.000 man in de stad. Op die bijeenkomst werd een radicale beslissing genomen: zestien democratisch gekozen patriotten werden in de raad opgenomen. Dat was een unieke gebeurtenis in Europa. Enkele weken later liet H.W. Daendels, kapitein van het plaatselijke exercitiegenootschap, zich inspireren tot actie in Hattem, waarop in Friesland en Gelderland alle bijeenkomsten en onderlinge steun van exercitiegenootschappen werd verboden. De vrijheid van vergadering was beperkt. Uit heel het land kwam steun voor de exercitiegenootschappen in Hattem en Elburg. Vervolgens concentreerden de patriotten zich op de handhaving van hun positie in de stad Utrecht. 
Rondom Utrecht kwam het tot een treffen tussen de exercitiegenootschappen en het staatse leger. In juni 1787 hield het exercitiegenootschap van Gouda prinses Wilhelmina van Pruisen tegen bij de Vlist. Een vliegend legertje onder leiding van Adam Gerard Mappa bezette in Holland een aantal steden; ook in Friesland was het vliegend legertje actief. Men probeerde de vroedschappen naar hun hand te zetten, tot kort voordat de koning van Pruisen op 13 september de Republiek liet bezetten. De restauratie van het huis van Oranje werd met financiële steun uit Engeland en Pruisische kracht en overmacht ingezet, zodat stadhouder Willem V in zijn positie kon worden hersteld. 
Alle officieren van exercitiegenootschappen, betrokken bij een bezetting van het stadhuis of de verdediging van de stad, gevangengenomen en veroordeeld tot een boete of uit de provincie gezet, voor zover ze niet naar Noord-Frankrijk waren gevlucht.